# Ne čakaj na maj
Ne čakaj na maj je slovenska črno-bela filmska romantična komedija iz leta 1957 in predstavlja nadaljevanje filma Vesna, zato se včasih pojavlja pod naslovom Vesna II.
"Ne čakaj na maj" je tudi pesem iz tega filma. Avtor glasbe je Borut Lesjak, avtor besedila Frane Milčinski, izvaja pa jo Olga Bedjanič.

## Podatki o filmu
- fotografija - Janez Kališnik
- glasba - Borut Lesjak
- igralci:
  - Vesna (Janja) - Metka Gabrijelčič
  - Samo - Franek Trefalt
  - Sandi - Janez Čuk
  - Krištof - Jure Furlan
  - prof. Slapar (Kozinus) - Stane Sever
  - teta Ana (gospa Slapar) - Elvira Kralj
  - profesor filozofije - Frane Milčinski - Ježek
  - Samova mama - Metka Bučar

## Glasba
Ne čakaj na maj in Mambo Cubano
- glasba: Borut Lesjak
- besedilo: Frane Milčinski - Ježek
- v filmu poje: Olga Bedjanič (Hiperbola)